# Сукач Іван Федорович
Іван Федорович Сукач (19 лютого 1902, Миргородський повіт Полтавської губернії, тепер Полтавської області — 8 червня 1968, місто Ташкент, тепер Узбекистан) — радянський діяч, ректор Ташкентського сільськогосподарського інституту. Доктор сільськогосподарських наук, професор.

## Біографія
У 1925 році закінчив сільськогосподарську академію імені Тімірязєва у Москві.
З 1926 року працював на відповідальній роботі у сільському господарстві Узбецької РСР.
Член ВКП(б) з 1940 року.
З 1940-х років — заступник голови Державної планової комісії Узбецької РСР; заступник міністра сільського господарства Узбецької РСР; ректор Ташкентського сільськогосподарського інституту; завідувач кафедри Ташкентського інституту інженерів іригації та механізації сільського господарства. Був редактором журналу «Сільське господарство Узбекистану».
Помер 8 червня 1968 року в Ташкенті.

## Нагороди
- три ордени Трудового Червоного Прапора
- три ордени «Знак Пошани»
- медалі
- Заслужений діяч науки Узбецької РСР